# Alekseï Iachine
Pour les articles homonymes, voir Iachine.
Temple de la renommée de l'IIHF : 2020
Alekseï Valerievitch Iachine - en russe : Алексей Валерьевич Яшин et en anglais : Alexei Yashin - (né le 5 novembre 1973 à Iekaterinbourg en Union des républiques socialistes soviétiques) est un joueur professionnel russe de hockey sur glace. Il évolue au poste d'attaquant.

## Biographie

### Carrière en club

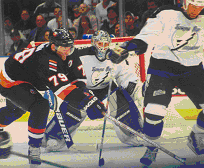
Iachine avec le maillot des Islanders de New York (numéro 79)

Il a commencé sa carrière professionnelle avec le Dinamo-Energuia Iekaterinbourg, l'a poursuivie avec le HK Dinamo Moscou puis les Sénateurs d'Ottawa après avoir été choisi au cours du repêchage d'entrée dans la LNH 1992.
Il a quitté cette équipe après un différend de contrat. À Ottawa, il était le capitaine de l'équipe et produisait un grand nombre de points. Il a pu inscrire 94 points lors de la saison 1998-99.
Il est transféré aux Islanders de New York et signe un contrat de 87,5 millions de dollars américains sur une durée de dix ans. Il est l'un des joueurs les mieux payés de la LNH. À la fin de la saison 2006-2007, le directeur des Islanders de New York, Garth Snow, décide de racheter le contrat de Iachine. Celui-ci devient joueur autonome sans compensation.
Le 20 juillet 2007, voyant le peu d'équipe qui s'intéresse à lui, Iachine signe un contrat d'un an avec le Lokomotiv Iaroslavl dans la Superliga russe.

### Carrière internationale
Sur la scène internationale, Iachine a notamment remporté avec l'équipe de Russie une médaille d'argent aux Jeux olympiques d'hiver de 1998 à Nagano et une de bronze aux Jeux olympiques d'hiver de 2002 à Salt Lake City. Alekseï Iachine a disputé 9 championnats mondiaux (1993-94-96-97-99-2000-01-04 et 05), soit 59 matches et 24 buts, 3 tournois olympiques (1998-2002-2006) soit 20 matches et 5 buts ainsi que 2 Coupes du Monde (1996 et 2004) soit 11 matches et 1 but avec l'équipe de Russie.

## Trophées et honneurs personnels
- Superliga
  - 2007 : participe au Match des étoiles avec l'équipe Ouest.
- Kontinentalnaïa Hokkeïnaïa Liga
  - 2009 : capitaine de l'équipe Iachine au premier Match des étoiles.
  - 2010 : capitaine de l'équipe Iachine au deuxième Match des étoiles.
  - 2009-2010 : nommé sur la meilleure ligne : Petr Čajánek - Alekseï Iachine - Maksim Souchinski (SKA Saint-Pétersbourg).
  - 2011 : capitaine de l'équipe Ouest au troisième Match des étoiles.
- Coupe Spengler
  - 2010 : termine meilleur buteur.
  - 2010 : nommé dans l'équipe type.

## Statistiques

### En club
| Saison           | Équipe                         | Ligue            |     | Saison régulière | Saison régulière | Saison régulière | Saison régulière | Saison régulière |    | Séries éliminatoires | Séries éliminatoires | Séries éliminatoires | Séries éliminatoires | Séries éliminatoires |
| Saison           | Équipe                         | Ligue            | PJ  | B                | A                | Pts              | Pun              | PJ               | B  | A                    | Pts                  | Pun                  |                      |                      |
| 1990-1991        | Dinamo-Energuia Iekaterinbourg | URSS             | 26  | 2                | 1                | 3                | 10               | -                | -  | -                    | -                    | -                    |                      |                      |
| 1991-1992        | HK Dinamo Moscou               | Superliga        | 28  | 7                | 3                | 10               | 19               | -                | -  | -                    | -                    | -                    |                      |                      |
| 1992-1993        | HK Dinamo Moscou               | Superliga        | 27  | 10               | 12               | 22               | 18               | -                | -  | -                    | -                    | -                    |                      |                      |
| 1993-1994        | Sénateurs d'Ottawa             | LNH              | 83  | 30               | 49               | 79               | 22               | -                | -  | -                    | -                    | -                    |                      |                      |
| 1994-1995        | Thunder de Las Vegas           | LIH              | 24  | 15               | 20               | 35               | 32               | -                | -  | -                    | -                    | -                    |                      |                      |
| 1994-1995        | Sénateurs d'Ottawa             | LNH              | 47  | 21               | 23               | 44               | 20               | -                | -  | -                    | -                    | -                    |                      |                      |
| 1995-1996        | Sénateurs d'Ottawa             | LNH              | 46  | 15               | 24               | 39               | 28               | -                | -  | -                    | -                    | -                    |                      |                      |
| 1995-1996        | HK CSKA Moscou                 | Superliga        | 4   | 2                | 2                | 4                | 4                | -                | -  | -                    | -                    | -                    |                      |                      |
| 1996-1997        | Sénateurs d'Ottawa             | LNH              | 82  | 35               | 40               | 75               | 44               | 7                | 1  | 5                    | 6                    | 2                    |                      |                      |
| 1997-1998        | Sénateurs d'Ottawa             | LNH              | 82  | 33               | 39               | 72               | 24               | 11               | 5  | 3                    | 8                    | 8                    |                      |                      |
| 1998-1999        | Sénateurs d'Ottawa             | LNH              | 82  | 44               | 50               | 94               | 54               | 4                | 0  | 0                    | 0                    | 10                   |                      |                      |
| 2000-2001        | Sénateurs d'Ottawa             | LNH              | 82  | 40               | 48               | 88               | 30               | 4                | 0  | 1                    | 1                    | 0                    |                      |                      |
| 2001-2002        | Islanders de New York          | LNH              | 78  | 32               | 43               | 75               | 25               | 7                | 3  | 4                    | 7                    | 2                    |                      |                      |
| 2002-2003        | Islanders de New York          | LNH              | 81  | 26               | 39               | 65               | 32               | 5                | 2  | 2                    | 4                    | 2                    |                      |                      |
| 2003-2004        | Islanders de New York          | LNH              | 47  | 15               | 19               | 34               | 10               | 5                | 0  | 1                    | 1                    | 0                    |                      |                      |
| 2004-2005        | Lokomotiv Iaroslavl            | Superliga        | 10  | 3                | 3                | 6                | 14               | 9                | 3  | 7                    | 10                   | 10                   |                      |                      |
| 2005-2006        | Islanders de New York          | LNH              | 82  | 28               | 38               | 66               | 68               | -                | -  | -                    | -                    | -                    |                      |                      |
| 2006-2007        | Islanders de New York          | LNH              | 58  | 18               | 32               | 50               | 44               | 5                | 0  | 0                    | 0                    | 0                    |                      |                      |
| 2007-2008        | Lokomotiv Iaroslavl            | Superliga        | 49  | 14               | 24               | 38               | 59               | 16               | 8  | 6                    | 14                   | 16                   |                      |                      |
| 2008-2009        | Lokomotiv Iaroslavl            | KHL              | 56  | 21               | 26               | 47               | 30               | 19               | 7  | 11                   | 18                   | 10                   |                      |                      |
| 2009-2010        | SKA Saint-Pétersbourg          | KHL              | 56  | 18               | 46               | 64               | 38               | 4                | 2  | 1                    | 3                    | 0                    |                      |                      |
| 2010-2011        | SKA Saint-Pétersbourg          | KHL              | 52  | 15               | 18               | 33               | 50               | 4                | 1  | 4                    | 5                    | 0                    |                      |                      |
| 2011-2012        | HK CSKA Moscou                 | KHL              | 43  | 9                | 11               | 20               | 18               | 3                | 1  | 0                    | 1                    | 0                    |                      |                      |
| Totaux LNH       | Totaux LNH                     | Totaux LNH       | 850 | 337              | 444              | 781              | 401              | 48               | 11 | 16                   | 27                   | 24                   |                      |                      |
| Totaux Superliga | Totaux Superliga               | Totaux Superliga | 118 | 36               | 44               | 80               | 114              | 25               | 11 | 13                   | 24                   | 26                   |                      |                      |
| Totaux KHL       | Totaux KHL                     | Totaux KHL       | 207 | 63               | 101              | 164              | 136              | 20               | 11 | 16                   | 27                   | 10                   |                      |                      |

### En équipe nationale
| Année | Compétition                 |   | PJ | B | A | Pts | Pun | +/-                         |  | Résultat |
| 1991  | Championnat d'Europe junior | 5 | 1  | 2 | 3 | 2   |     | Médaille d'argent           |  |          |
| 1992  | Championnat du monde junior | 7 | 4  | 2 | 6 | 2   |     | Médaille d'or               |  |          |
| 1993  | Championnat du monde junior | 3 | 1  | 0 | 1 | 4   |     | Sixième place               |  |          |
| 1993  | Championnat du monde        | 8 | 2  | 1 | 3 | 5   |     | Médaille d'or               |  |          |
| 1994  | Championnat du monde        | 5 | 1  | 2 | 3 | 8   |     | Cinquième place             |  |          |
| 1995  | Championnat du monde        | 8 | 4  | 5 | 9 | 4   | +4  | Cinquième place             |  |          |
| 1996  | Coupe du monde              | 5 | 0  | 2 | 2 | 6   |     | Éliminée en demi-finale     |  |          |
| 1997  | Championnat du monde        | 5 | 3  | 0 | 3 | 12  |     | Quatrième place             |  |          |
| 1998  | Jeux olympiques             | 6 | 3  | 3 | 6 | 0   |     | Médaille d'argent           |  |          |
| 1999  | Championnat du monde        | 6 | 8  | 1 | 9 | 6   | +4  | Cinquième place             |  |          |
| 2000  | Championnat du monde        | 5 | 1  | 1 | 2 | 8   | 0   | Onzième place               |  |          |
| 2001  | Championnat du monde        | 7 | 2  | 3 | 5 | 6   | -3  | Sixième place               |  |          |
| 2002  | Jeux olympiques             | 6 | 1  | 1 | 2 | 0   | +1  | Médaille de bronze          |  |          |
| 2004  | Coupe du monde              | 4 | 1  | 2 | 3 | 4   | +3  | Éliminée en quart de finale |  |          |
| 2004  | Championnat du monde        | 6 | 1  | 2 | 3 | 2   | 0   | Dixième place               |  |          |
| 2005  | Championnat du monde        | 9 | 2  | 1 | 3 | 8   | +3  | Médaille de bronze          |  |          |
| 2006  | Jeux olympiques             | 8 | 1  | 3 | 4 | 4   | +1  | Quatrième place             |  |          |